# KCTD15
KCTD15 (англ. Potassium channel tetramerization domain containing 15) – білок, який кодується однойменним геном, розташованим у людей на короткому плечі 19-ї хромосоми. Довжина поліпептидного ланцюга білка становить 283 амінокислот, а молекулярна маса — 31 942.
| 10         |  | 20         |  | 30         |  | 40         |  | 50         |
| ---------- |  | ---------- |  | ---------- |  | ---------- |  | ---------- |
| MPHRKERPSG |  | SSLHTHGSTG |  | TAEGGNMSRL |  | SLTRSPVSPL |  | AAQGIPLPAQ |
| LTKSNAPVHI |  | DVGGHMYTSS |  | LATLTKYPDS |  | RISRLFNGTE |  | PIVLDSLKQH |
| YFIDRDGEIF |  | RYVLSFLRTS |  | KLLLPDDFKD |  | FSLLYEEARY |  | YQLQPMVREL |
| ERWQQEQEQR |  | RRSRACDCLV |  | VRVTPDLGER |  | IALSGEKALI |  | EEVFPETGDV |
| MCNSVNAGWN |  | QDPTHVIRFP |  | LNGYCRLNSV |  | QVLERLFQRG |  | FSVAASCGGG |
| VDSSQFSEYV |  | LCREERRPQP |  | TPTAVRIKQE |  | PLD        |  |            |

A: Аланін

C: Цистеїн

D: Аспарагінова кислота

E: Глутамінова кислота

F: Фенілаланін

G: Гліцин

H: Гістидин

I: Ізолейцин

K: Лізин

L: Лейцин

M: Метіонін

N: Аспарагін

P: Пролін

Q: Глутамін

R: Аргінін

S: Серин

T: Треонін

V: Валін

W: Триптофан

Кодований геном білок за функціями належить до білків розвитку, фосфопротеїнів. 
Задіяний у такому біологічному процесі, як альтернативний сплайсинг. 